# 1689 en santé et médecine
| Années de la santé et de la médecine : 1686 - 1687 - 1688 - 1689 - 1690 - 1691 - 1692    |
| Décennies de la santé et de la médecine : 1650 - 1660 - 1670 - 1680 - 1690 - 1700 - 1710 |

Cet article présente les faits marquants de l'année 1689 en santé et médecine.

## Événements
- John Radcliffe (1652-1714) guérit le roi Guillaume III d'une pneumopathie avec dyspnée asthmatiforme[1].

## Publications
- Pierre Magnol (1638-1715), médecin et botaniste, publie Prodromus historiae generalis plantarum in qua familiae per tabulas disponunturProdromus historiae generalis plantarum in qua familiae per tabulas disponuntur, Montpellier, G. et H. Pech, 1689, 1re éd. (lire en ligne sur Gallica).

## Naissances
- 23 mars : Johann Adam Kulmus (mort en 1745), anatomiste allemand.

## Décès
- 29 décembre : Thomas Sydenham (né en  1624), médecin anglais, la première personne à recommander l'usage de la quinine pour soulager les symptômes de la malaria.